# قائمة المدن في السلفادور
هذه قائمة بالمدن المتواجدة في السلفادور :
- أكاجتلا
- أهواتشابان
- أبوبا
- تشالاتنانغو
- كوجوتيبيق
- نجابا
- لا يونيون
- مجيكانوس
- سان ميغيل
- سان سلفادور (العاصمة)
- سانتا تكلا
- سان فيسينتي
- سانتا آنا
- سانتياغو دي ماريا
- سنسنيت
- سويابانغو
- تكوبا
- أسولتان
- زكاتيكولوكا
- أغويليرز
- أناموروس
- أنتيغوو كسكتلان
- أباستيبيق
- أرمينيا
- أتيقويزايا
- أيوتوكستيبيق
- برلين
- كاكاوبيرا
- ساندلاريا ديلا فرونتيرا
- تشالاتشوابا
- تشابيليتيق
- تشيناميكا
- تشيريلاغوا
- كيوداد أرك
- كيوداد باريوس
- كوتيبيق
- كوجوتيبيق
- كولون
- كونكبتشن باترس
- كونكبتشن دي أتاكو
- كونتشاغوا
- كورينتو
- كوسكتنكينغو
- ديلغادو (فيلا ديلغادو)
- إل كونغو
- إل بيسنال
- إل روساريو
- إل ترانسيتو
- غوتيرا (سان فرانسيسكو غوتيرا)
- غواتاجياغوا
- غوايمانغو
- غوازابا
- إلوباسكو
- إلوبانغو
- إنتيبوكا
- إزالكو
- جيقويليسكو
- جكورو
- جوايوا
- جوكوابا
- جوكواران
- جوجتلا
- لا ليبرتاد
- لولوتيق
- سان سيباستيان

هناك المزيد من المدن في السلفادور لكن ملحوظيتهم ليست كبيرة
مصدر المدن :